# Жејинци
Жејинци су насељено место у саставу општине Лука у Загребачкој жупанији, Хрватска. До територијалне реорганизације у Хрватској налазили су се у саставу старе загребачке приградске општине Запрешић.

## Становништво
На попису становништва 2011. године, Жејинци су имали 399 становника.

## Попис1991.
На попису становништва 1991. године, насељено место Жејинци је имало 393 становника, следећег националног састава:
| Попис 1991.‍ | Попис 1991.‍ | Попис 1991.‍ | Попис 1991.‍ | Попис 1991.‍ |
| ----------- | ----------- | ----------- | ----------- | ----------- |
|             |             |             |             |             |
| Хрвати      | Хрвати      |             | 392         | 99,74%      |
| Пољаци      | Пољаци      |             | 1           | 0,25%       |
| укупно: 393 |             |             |             |             |